# Erik Peter Selahn
Erik Peter Selahn, född 5 februari 1789 i Silje by, Selångers socken, död 6 oktober 1830 i Säbrå socken, var en svensk präst och väckelsepredikant.
Erik Peter Selahn var son till bonden Pehr Ersson. Han visade som barn stor begåvning, började fjorton år gammal skolgång i Härnösand, blev 1811 student vid Uppsala universitet och prästvigdes 1812 samtidigt med vännen Pehr Brandell. År 1815 blev han magister. Selahn hade sitt första prästerliga förordnande i hemsocknen Selånger 1815–1819. Efter att 1819–1820 tjänstgjort som lärare dels för biskop Erik Abraham Almquists söner, dels vid Härnösands skola, blev Selahn 1820 vice pastor i biskopsprebendet Säbrå socken, där han 1830, efter att föregående år ha avlagt pastoralexamen, enhälligt valdes till komminister. Som predikant tävlade Selahn med vännen Brandell i anseende. Genom dennes påverkan och genom fortsatta teologiska studier fördes Selahn alltmer bort från den rationalism, som utmärkt honom under de första präståren, och han kom att företräda en av herrnhutismen präglad fromhetsriktning. Förutom ett par akademiska avhandlingar utgav Selahn Vår Herre Jesu Christi Guds sons evangelius eller... Förslag till svensk evangelii bok (1819) och dess fortsättning Utvald samling af skriftenes språk... såsom förslag till ny epistelbok... (1820). I båda dessa medverkade troligen även prosten J. Backlund. Vidare publicerade Selahn, som ivrade för husförhör och förbättrad konfirmandundervisning, ett katekesiskt arbete för nattvardsbarn och ungdom, Förklaring öfver doct. Mart. Luthers lilla cateches... (1826).